# Grand Prix Hassan II 2017
Grand Prix Hassan II 2017 — тенісний турнір, що проходив на ґрунтових кортах у місті Марракеш, Марокко з 10 квітня. Належав до категорії ATP World Tour 250.

## Фінальна частина

### Одиночний розряд
Борна Чорич —  Філіпп Кольшрайбер 5–7, 7–6(7–3), 7–5

### Парний розряд
Домінік Інглот /  Мате Павич —  Марсель Гранольєрс /  Марк Лопес Таррес 6–4, 2–6, [11–9]